# Костры сердца Иисуса
Костры сердца Иисуса (нем. Herz-Jesu-Feuer) — традиция зажигать костры в горах в  католический праздник Святейшего Сердца Иисуса Христа, существующая в Тироле.

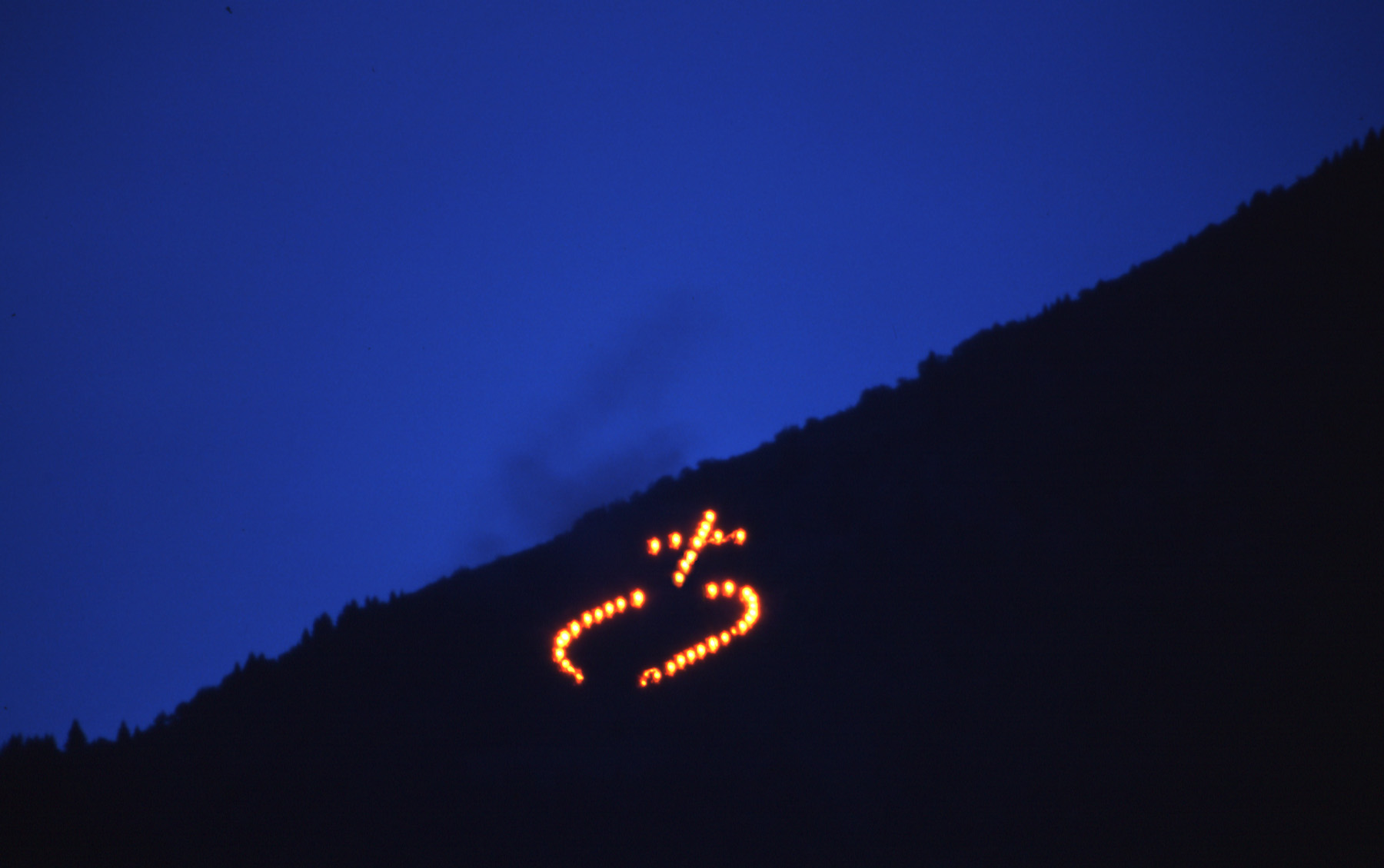
Костры сердца Иисуса на горе Ифингер

Традиция зажигать костры в горах существует еще с дохристианских времен. Ритуальные костры на возвышенностях зажигали в день летнего солнцестояния. Затем из-за близости по времени дня летнего солнцестояния и дня Иоанна Крестителя во многих местах стали зажигать «Ивановы костры». Праздник Святейшего Сердца Иисуса Христа также отмечается в конце июня, в связи с чем смысл зажигания костров в горах постепенно изменился.
Когда в 1796 году французские войска приблизились к границам Тироля, то представители аристократии, духовенства, крестьян и горожан собрались в Больцано. После того как они согласовали необходимые оборонительные меры, настоятель монастыря в Штамсе Себастьян Штёкль предложил вверить защиту Тироля Святейшему Сердцу Иисуса Христа. 1 июля 1796 года перед написаным Карлом Хенрици в 1770 году знаменитым изображением сердца Иисуса в кафедральном соборе Больцано было дано торжественное обещание в будущем ежегодно совершать торжественное богослужение на праздник Святейшего Сердца Иисуса Христа. 
В связи с этим традиция зажигания костров в праздник Святейшего Сердца Иисуса Христа связывается с этим событием.
Костры в честь Святейшего Сердца Иисуса Христа зажигаются общественными организациями или компаниями друзей в хорошо видных местах как в австрийском Тироле, так и в итальянском Южном Тироле. Зачастую дрова на вершину горы для этого приходится носить в течение нескольких часов. Иногда костры устраивают в форме креста, сердца или инициалов Иисуса Христа IHS или INRI.